# Presídio de Coroa Quebrada
O Presídio de Coroa Quebrada localizava-se na praia de Canoa Quebrada, no litoral sul do estado brasileiro do Ceará.

## História
Este presídio foi erguido com a função de vigilância daquele trecho do litoral, para coibir as atividades de contrabando (BARRETTO, 1958:95). O autor cita esta estrutura com o nome de Presídio na Coroa Quebrada, local que não foi possível localizar nos mapas de hoje em dia, sendo lícito crer que esteja confundido com a Canoa Quebrada, o que é coerente com a informação para as demais estruturas citadas na região.